# Плейфэр, Уильям
Уильям Плейфэр (англ. William Playfair; 22 сентября 1759 — 11 февраля 1823) — шотландский инженер и политэконом, основатель графических методов статистики.
Плэйфэр изобрел четыре типа диаграмм: в 1786 году линейчатый график и гистограммы для представления экономических данных и в 1801 году секторную диаграмму в круге и круговую диаграммы.

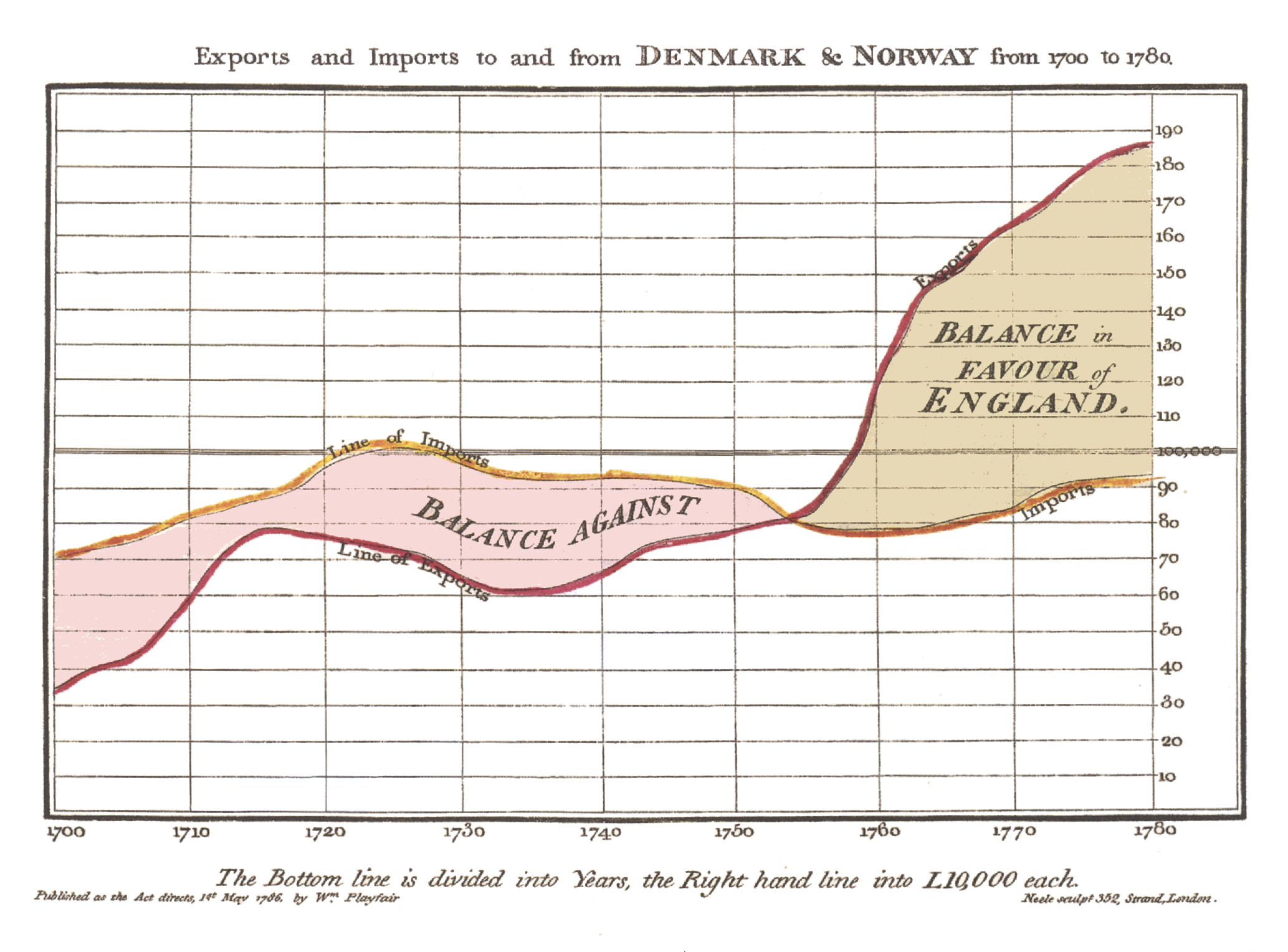
Чарт Плейфэра, отражающий изменение торгового баланса, из его работы Коммерческий и политический атлас

## Биография
Уильям Плэйфер родился в 1759 году в Шотландии четвёртым сыном в семье священника. Среди его братьев известный архитектор Джеймс Плейфэр и математик Джон Плейфэр. Отец умер, когда Уильяму было 13 лет, оставив старшему брату Джону заботу о семье и его образовании. После обучения у изобретателя молотилки Эндрю Мейкла Уильям в 18 лет стал чертёжником и персональным ассистентом Джеймса Уатта.
Плэйфер сменил множество профессий: монтажник, инженер, чертёжник, счетовод, изобретатель, серебряных дел мастер, торговец, инвестиционный брокер, экономист, статистик, памфлетист, переводчик, публицист, спекулянт земельными участками, банкир, журналист и редактор. Он оставил компанию Уатта в 1782 году, занялся ювелирным делом и открыл магазин, но разорился. В 1787 году переехал в Париж, принимал участие в взятии Бастилии. Вернулся в Лондон в 1793 году, где открыл банк, также неуспешно. С 1775 года был писателем и памфлетистом, немного занимался инженерно-техническими вопросами.

## Избранные публикации
- Коммерческий и политический атлас = The Commercial and Political Atlas: Representing, by Means of Stained Copper-Plate Charts, the Progress of the Commerce, Revenues, Expenditure and Debts of England during the Whole of the Eighteenth Century, 1786.
- Краткое изложение статистики = Statistical Breviary; Shewing, on a Principle Entirely New, the Resources of Every State and Kingdom in Europe, 1802
- Статистический отчёт о Соединённых Штатах Америки = A Statistical Account of the United States of America by D. F. Donnant. London: J. Whiting. William Playfair, Trans, 1805.
- К вопросу о долговременных причинах спада и потери могущества и богатства наций = An Inquiry into the Permanent Causes of the Decline and Fall of Powerful and Wealthy Nations: Designed To Shew How The Prosperity Of The British Empire May Be Prolonged, 1807